# Илькино (Башкортостан)

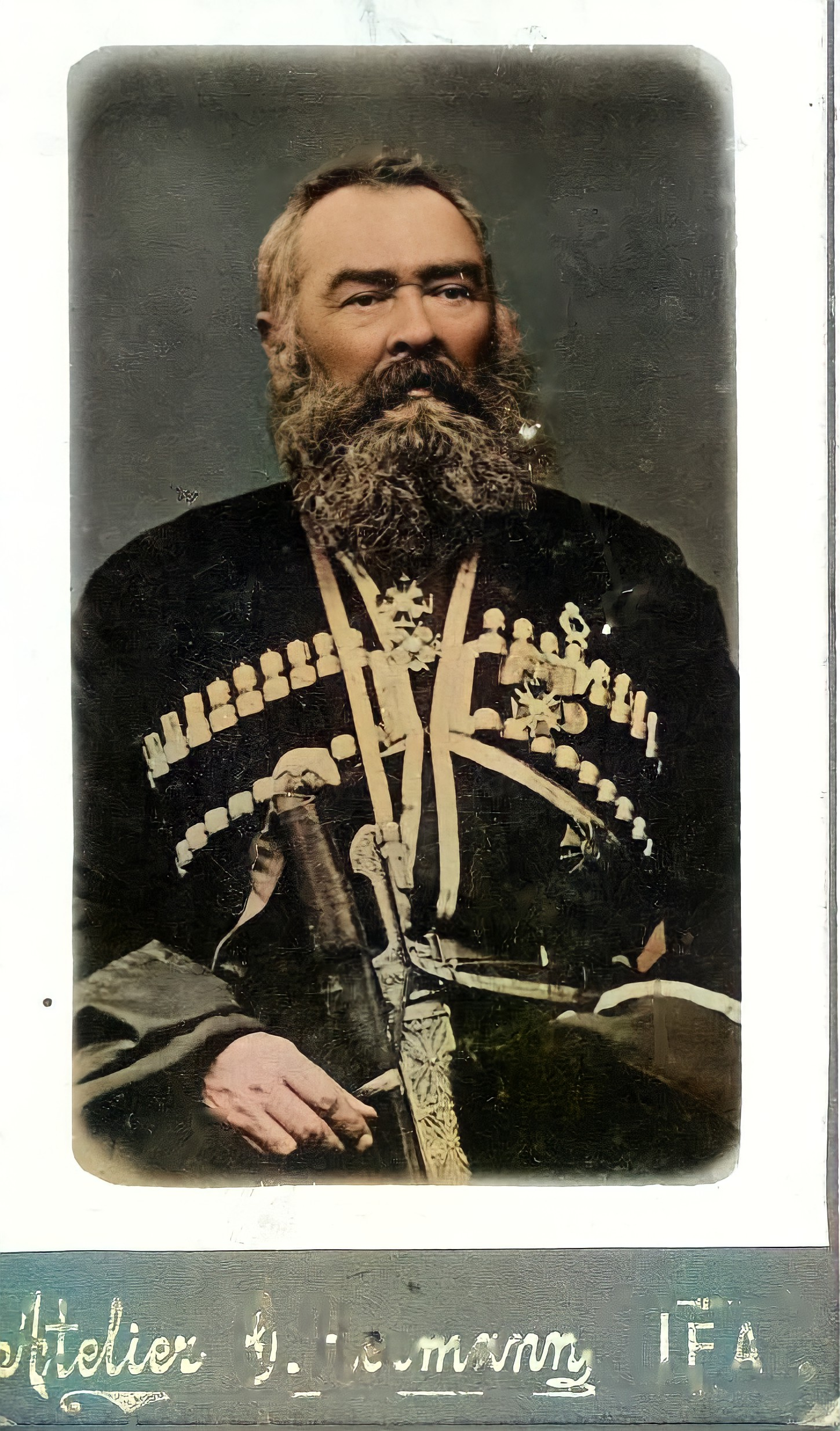
Предводитель дворянства в Белебее. Владел деревней Илькино

Илькино (баш. Илькин) — деревня в Белебеевском районе Республики Башкортостан Российской Федерации. Входит в состав Анновского сельсовета.

## География
Стоит по берегам реки Арелга, при автодороге 80К-002.
Расстояние до:
- районного центра (Белебей): 9 км,
- центра сельсовета (Анновка): 9 км,
- ближайшей ж/д станции (Аксаково): 19 км.

## История
Основана на территории Казанской дороги чувашами-новокрещенами из села Петропавловское Бугульминского ведомства по договору 1777 года о припуске на землях, принадлежавших поручику М. И. Уразлину, впоследствии приобретённых у него штабс-ротмистром, в дальнейшем предводителем дворянства М. И. Буниным. Деревня была известна под названием Токаево, Аръелга.
В 1865 году деревня была зафиксирована под названием Михайловка, в которой в 52 дворах проживало 313 человек. Жители занимались земледелием, изготовлением саней; была водяная мельница.
С 1896 года учитывались отдельно деревни Илькино деревня Михайловка и усадьба Бунина. В 1906 году в собственно Илькино проживало 326 человек, были земская школа, водяная мельница, бакалейная лавка; в соседней Михайловке проживало 215 человек, была кузница, хлебозапасный магазин.
К концу 1950-х годов произошло слияние этих деревень и деревни Сосновка (выселок, образовавшийся в 1920-е) в одну деревню под современным названием.
Населенный пункт возглавлял Илькинский  сельсовет.

## Население
| 2002 | 2009 | 2010 |
| ---- | ---- | ---- |
| 342  | ↗403 | ↗417 |

Национальный состав
Согласно переписи 2002 года, преобладающие национальности — чуваши (54 %), русские (36 %).

## Известные уроженцы
- Романов, Анатолий Александрович — военный деятель, бывший командующий внутренними войсками МВД России и объединённой группировкой войск в Чечне[5].

## Инфраструктура
Личное подсобное хозяйство с зоной сельскохозяйственного использования, индивидуальная застройка усадебного типа.
Основа экономики — сельское хозяйство.
МБОУ Чувашская Гимназия города Белебея-филиал Нош деревни Илькино
МАУК Илькиновский сельский клуб.

## Транспорт
Деревня доступна автотранспортом.